# Västra Strö
För andra betydelser, se Västra Strö (olika betydelser).
Västra Strö är en bebyggelse i Eslövs kommun i Skåne län och kyrkby i Västra Strö socken. I Västra Strö kyrka, som är från 1896, gifte sig Per Gessle. Västra Strö klassades av SCB som småort 1990 och behöll den klassningen till 2020, då bebyggelsen inte längre uppfyllde kraven för småort och den avregistrerades
Längs med en enskild väg utanför byn ligger gårdarna i Strö Ängar.
I byn finns också Västra Strömonumentet, ett runstensmonument från vikingatiden.